# Sarah van Sonsbeeck
Sarah van Sonsbeeck (Utrecht, 21 augustus 1976) is een Nederlands beeldend kunstenaar.

## Biografie
Van Sonsbeeck is beeldend kunstenaar en kleindochter van politicus Jan van den Brink, medeoprichter van de ABN AMRO Kunstcollectie. Ze studeerde aan de TU Delft, de Gerrit Rietveld Academie en aan de Rijksakademie van beeldende kunsten. Stilte is een belangrijk thema in haar werk. Ze won de eerste Theodora Niemeijer Prijs voor vrouwelijke beeldend kunstenaars en exposeerde het winnende kunstwerk in het Van Abbemuseum. Van Sonsbeeck reisde naar Tristan da Cunha, het meest verafgelegen bewoonde eiland ter wereld, waar ze het werk 'Tristan Gong' maakte. Dit werk is te zien in de stationshal van Utrecht Centraal. Van Sonsbeeck had exposities in de Oude Kerk in Amsterdam, in museum Boijmans van Beuningen, op Art Basel en in het Kröller-Müller Museum. Haar werk is onderdeel van verschillende museale collecties, waaronder die van Centraal Museum Utrecht, Stedelijk Museum Schiedam en Museum Abteiberg in Mönchengladbach. In 2023 ontwiep Van Sonsbeeck het gedenkteken De buurtoptimist voor in de publieke ruimte in Amsterdam-Oost. In samenwerking met De Balie in Amsterdam ontwikkelde van Sonsbeeck een eetbaar monument voor de nederlandse verzetsheld Willem Arondéus: een driehoekig roze schuimtaartje. Van Sonsbeeck maakte in opdracht van PSV en het Philips Stadion een standbeeld van Guus Meeuwis dat voor de ingang van het Philips Stadion staat. Het standbeeld werd op 7 juni 2024 onhuld. Voor Stichting Welcome Stranger maakte Van Sonsbeeck in 2024 het werk Keep Up The Good Work.

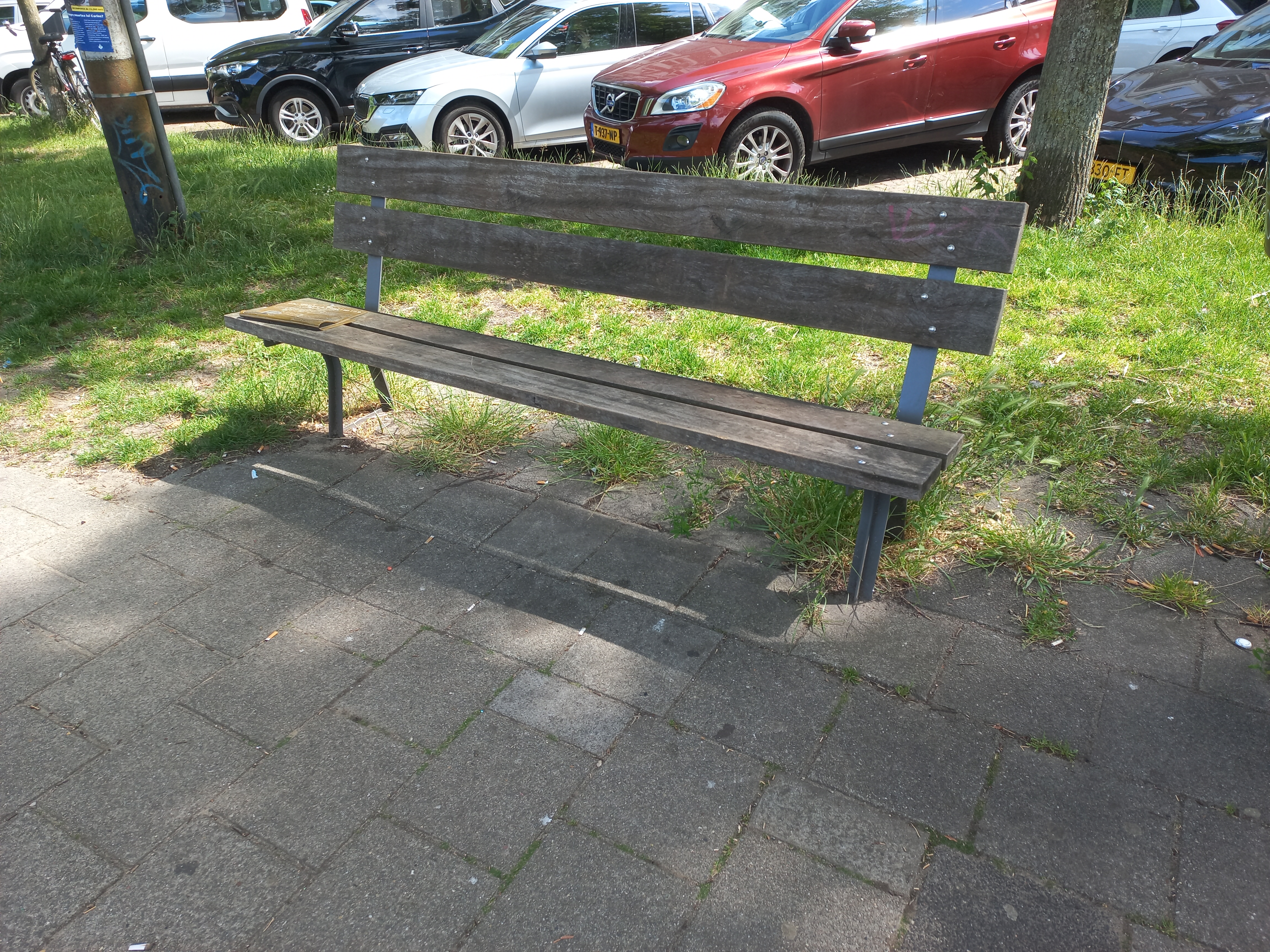
'De Buurtoptimist' op een openbaar parkbankje aan de Weesperzijde 12 in Amsterdam.

## Prijzen
- 2012: Theodora Niemeijer Prijs
- 2012: Publieksprijs Volkskrant Beeldende Kunst Prijs[14]

## Trivia
- Sarah van Sonsbeeck is lid van de patriciërsfamilie Van Sonsbeeck.